# 犬養孝
犬養孝（1907年4月1日—1998年10月3日）是東京都出身的日本文學研究者（萬葉學者），曾為昭和天皇講學及吟唱萬葉集。東京帝國大學文學部國文學科卒業。歷任台北高校教授、大阪大學、甲南女子大學教授、名譽教授等職。文學博士。一九八七年獲日本政府頒文化功勞者，奈良的明日香村因他在萬葉集上的貢獻為他設立了「犬養萬葉紀念館」。高岡市萬葉歴史館名譽館長。
東京帝國大學文學部畢業後，任教台北高校時，曾為辜寬敏及竹內昭太郎班級導師，終戰後任教於大阪大學教授。
任教於台北高校(全名臺灣總督府臺北高等學校)時期
在台北高校就任時，以他特別的「犬養旋律」吟念萬葉集，迷到許多學生，讓黃柏超、辜寬敏、吳建堂(筆名孤蓬萬里)等當時受教的學生時至老年(2023年左右)尚能用「犬養旋律」吟詠萬葉集。任教期間曾為辜寬敏、竹內昭太郎的班級導師。除此外，台北高校任教時培育了日後的名家吳建堂醫師(筆名孤蓬萬里)，吳建堂醫師於一九九六年以《台灣萬葉集》獲得日本菊池寬賞。
戰後時期
曾為其學生竹內昭太郎於1990年出版書《台湾島は永遠に在る--旧制高校生が見た九一四五年敗戦の台北」(台灣譯本於2022年出版《永遠的台灣島，一九四五年，舊制台北高校生眼中敗戰的台北》，於台灣譯本於原作者刪除不刊出)寫序。在日文版內犬養孝相當稱讚本書，希望成為「戰爭反省記」。
現如今已於youtube影音平台可聽到「犬養旋律」(日文寫作「犬養節」)吟詠「萬葉集」。

## 外部連結
- 犬養萬葉記念館 （页面存档备份，存于）